# 香港城市大學（東莞）
香港城市大學（東莞）（英語：City University of Hong Kong (Dongguan)），簡稱港城大（東莞），位於中國广东东莞松山湖及大朗鎮屏山村前，是香港城市大学与東莞理工學院合作舉辦的一所具有獨立法人資格的大學。学校于2022年6月获中华人民共和国教育部批准筹建，2024年4月獲准正式設立，同年9月正式开学。

## 歷史
2020年3月，香港城市大學計劃在東莞松山湖高新技術產業開發區設校區，取名香港城市大學（東莞）。
2021年4月22日上午，香港城市大学（东莞）举行奠基仪式。
2022年6月2日，中华人民共和国教育部批准香港城市大学（东莞）筹备设立。
2024年4月16日，教育部發函批准正式設立香港城市大學（東莞）。同年9月，香港城市大學（東莞）正式开学。学校首年共录取120名本科生及442名硕士生。同年11月，學校獲准於2025年起，通過港澳台聯招考試及台灣學測成績，招收港澳台學生。

## 教研
理學院、工程學院、醫學及生命科學院、管理學院共4個學院。

## 校园
校园位于松山湖科学城，规划分两期建设，总用地面积约34.9万平方米。
一期项目包含教学办公楼、宿舍楼、行政楼、体育馆、食堂、活动中心等15栋单体，总建筑面积约12.97万平方米，于2021年动工，2022年9月实现所有建筑主体结构封顶，2023年8月竣工，11月交付启用。一期扩建工程包括图书馆及连接一二期校园的凌空平台，于2022年11月开工，预计2024年竣工。二期工程计划于2027年竣工。

## 行政架构

### 领导团队

#### 歷任校长
| 任 | 肖像 | 校长        | 上任          | 卸任 | 备注 |
| -- | ---- | ----------- | ------------- | ---- | ---- |
| 1  |      | 段宝岩 院士 | 2024年 8月7日 |      |      |

#### 歷任執行校长
| 任 | 肖像 | 校长      | 上任           | 卸任 | 备注 |
| -- | ---- | --------- | -------------- | ---- | ---- |
| 1  |      | 鲁春 教授 | 2024年 4月16日 |      |      |

## 外部連結
- 香港城市大學（東莞） （页面存档备份，存于）